# Edward Prado
Edward Charles Prado (San Antonio, 7 de junio de 1947) es un abogado y juez estadounidense. Fue Embajador de Estados Unidos en Argentina y juez de la Corte de Apelaciones de los Estados Unidos por el Quinto Circuito.

## Biografía
Prado nació en San Antonio (Texas) el 7 de junio de 1947. Se recibió con el grado de Associate of Arts en la San Antonio College, Bachelor of Arts de la Universidad de Texas en Austin en mayo de 1969 y Juris Doctor en 1972 de la Escuela de Leyes de Texas.
Prado sirvió como fiscal de distrito adjunto del Condado de Bexar. Posteriormente, en 1976 sirvió como defensor público federal adjunto en el distrito oeste de Texas. En 1980 fue nombrado juez estatal de distrito de Texas en el Condado de Bexar. En 1981, el presidente Ronald Reagan nombró al juez Prado para que sirviera como fiscal federal del Distrito Oeste de Texas.
En 1984, Reagan nombró a Prado como juez de distrito por el Distrito Oeste de Texas. Permaneció en ese tribunal hasta que fue elevado a su posición actual.
Prado fue nominado el 6 de febrero de 2003 por el presidente George W. Bush para cubrir la vacante del Quinto Circuito tras el retiro voluntario del Juez Robert Manley Parker. Fue confirmado por el Senado de los Estados Unidos el 1 de mayo de 2003, poco menos de tres meses después de su nombramiento. Prado fue el segundo juez nominado al Quinto Circuito por Bush y confirmado por el Senado.
El juez Prado ha sido líder de numerosas organizaciones relacionadas con la ley. Ha sido miembro de las asociaciones de abogados de Texas y de San Antonio desde 1972, siendo su Presidente, y posteriormente director y Presidente de la Junta de Síndicos de la Fundación San Antonio. El juez Prado participó en el Comité de las víctimas del crimen del estado de Texas, y fue designado por el juez presidente de la Suprema Corte William Rehnquist para servir como Presidente de la Comisión Revisora del Fuero Penal, entre 1991 y 1993, además de la Comisión Directiva del Centro Judicial Federal, la Comisión de Servicios de Defensoría y la Comisión del Poder Judicial de la Conferencia Judicial de los Estados Unidos.

### Embajador de Estados Unidos en Argentina
El 17 de enero de 2018, el presidente Donald Trump anunció la nominación de Prado al Senado para el cargo de Embajador de Estados Unidos en Argentina. Su nominación fue enviada al Senado el 19 de enero. El 7 de marzo, Prado testifica ante la Comité de Relaciones Exteriores del Senado.
El 20 de marzo la comisión envió su nominación para su votación siendo aprobada el 22 de marzo.
El 8 de mayo asumió su cargo como el 56.º embajador de los Estados Unidos en Argentina.